# Ingeborg Cronhielm
Hedvig Ingeborg Augusta von Axelson, tidigare Cronhielm af Hakunge, född 2 oktober 1834 i Stockholm, död 23 mars 1883 i Enköping, Uppsala län, var en svensk musiker.

## Biografi
Ingeborg von Axelson föddes 1834 i Stockholm. Hon var dotter till kaptenlöjtnanten Axel Fredrik Conrad Cronhielm af Hakunge och Eva Gustava Flodman. von Axelson invaldes 1856 som associé i Kungliga Musikaliska Akademien. Hon avled 1883 i Enköping.

### Familj
von Axelson gifte sig 14 september 1861 med majoren Mauritz von Axelson (1838–1897), son till överstelöjtnanten Gustaf von Axelson och Pamela Fredrik Wolffelt. Efter von Axelsons död gifte Mauritz von Axelson om sig med Carolina Matilda Strokirk.